# Presidente de Zanzíbar
El presidente de Zanzíbar es el jefe del Gobierno Revolucionario de Zanzíbar, que es el gobierno semiautónomo dentro de Tanzania; así como el presidente del Consejo Revolucionario. El actual presidente de Zanzíbar es Hussein Ali Mwinyi desde el 3 de noviembre de 2020.
El presidente es elegido por mayoría simple para un mandato de cinco años renovable una vez.

## Lista de presidentes

### Presidentes de laRepública Popular de Zanzíbar
| #  | Presidente | Presidente | Presidente   | Inicio              | Final               | Partido              |
| -- | ---------- | ---------- | ------------ | ------------------- | ------------------- | -------------------- |
| 1° |            |            | Abeid Karume | 12 de enero de 1964 | 26 de abril de 1964 | Partido Afro-Shirazi |

### Presidentes del Gobierno Revolucionario de Zanzíbar
| #  | Presidente               | Presidente | Presidente         | Inicio                 | Final                  | Partido                  |
| -- | ------------------------ | ---------- | ------------------ | ---------------------- | ---------------------- | ------------------------ |
| 1° |                          |            | Abeid Karume       | 26 de abril de 1964    | 7 de abril de 1972     | Partido Afro-Shirazi     |
| 2° |                          |            | Aboud Jumbe        | 7 de abril de 1972     | 30 de enero de 1984    | Partido Afro-Shirazi     |
| 2° | Partido de la Revolución |            | Aboud Jumbe        | 7 de abril de 1972     | 30 de enero de 1984    |                          |
| 3° |                          |            | Ali Hassan Mwinyi  | 30 de enero de 1984    | 24 de octubre de 1985  | Partido de la Revolución |
| 4° |                          |            | Idris Abdul Wakil  | 24 de octubre de 1985  | 25 de octubre de 1990  | Partido de la Revolución |
| 5° |                          |            | Salmin Amour       | 25 de octubre de 1990  | 8 de noviembre de 2000 | Partido de la Revolución |
| 6° |                          |            | Amani Abeid Karume | 8 de noviembre de 2000 | 3 de noviembre de 2010 | Partido de la Revolución |
| 7° |                          |            | Ali Mohamed Shein  | 3 de noviembre de 2010 | 3 de noviembre de 2020 | Partido de la Revolución |
| 8° |                          |            | Hussein Ali Mwinyi | 3 de noviembre de 2020 | En el cargo            | Partido de la Revolución |